# Voi Ấn Độ
Voi Ấn Độ (Elephas maximus indicus) là một trong 3 phân loài được ghi nhận thuộc voi châu Á và là loài bản địa Châu Á. Từ năm 1986, Elephas maximus đã được liệt kê trong danh sách các loài nguy cấp bởi Liên minh Bảo tồn Thiên nhiên Quốc tế khi số lượng cá thể sụt giảm ít nhất 50% . Các loài voi châu Á bị đe dọa bởi việc mất môi trường sống.